# Boom Festival

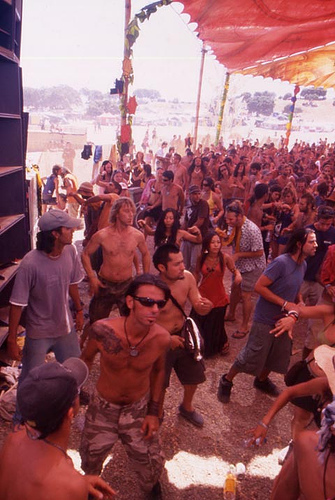
Tanzende Menge beim Boom Festival (vor 2007)

Das Boom Festival ist ein internationales Musik- und Kulturfestival im Stadtbezirk von Castelo Branco, Idanha-a-Nova in Portugal. Das Konzept der Biennale Boomland umfasst mehrere elektronische Musikrichtungen. Hauptsächlich gespielt wird Psytrance, jedoch werden neben weiteren Musikrichtungen wie Techno, Progressive, House, Downtempo. Acidhouse, Minimal, und Progressive Techno auch verschiedener Kunstformen wie Malerei, Skulptur, Videokunst, Kino, Installationen, Yoga und Theater abgedeckt. Das Festival gilt alle zwei Jahre als die größte Veranstaltung ihrer Art in Europa. Der europäische Festival-Riese wurde sogar vom Rolling-Stone-Magazin als eines der wildesten 7-Festivals der Welt gekürt.

## Entwicklung
Das Boom Festival findet seit 1997 alle zwei Jahre statt, wobei elektronische Musik wie Psytrance, Acidhouse und Progressive Musik im Vordergrund stehen. Der multidisziplinäre Charakter ist jedoch entscheidend. Ursprünglich als Psytrance-Event geplant, standen zu diesem Zeitpunkt nur zwei Bereiche zur Verfügung, eine Tanzfläche und ein Chillout-Bereich. Das Festival hat jetzt eine Sacred-Fire-Bühne für Weltmusik, akustische Sets und Live-Bands. 2008 wurden die Funky-Beach-Bühne, der Alchemy Circle und das Liminal Village in das Programm aufgenommen, um mehr zeitgenössische elektronische Musikgenres zu präsentieren. Dazu gehören House, Deep-Tech, Acid-House, Downbeat und Techno. Neben dem musikalischen Ausbau wuchs 2010 auch der Einfluss anderer Medien, unter anderem durch eine Kunstgalerie, natürliche Skulpturen, Straßentheater, Feuertanz, Yoga, Filme und Meditation. Das Festival ist die größte Biennale für psychedelische Kunst, Transformation und Psytrance in Europa sowie eines der bekanntesten Transformation-Kulturfestivals der Welt.

## Grundsätze
Der Eigendarstellung der Veranstalter zufolge ist der Schwerpunkt des Boom Festivals, einen nachhaltigen Ethos zu entwickeln und ein breites Spektrum von Kunst und Kultur jenseits der Unterhaltungsindustrie anzubieten. Dabei liegt die Priorität auf Zusammenarbeit, Gemeinschaft, Naturverbundenheit und Bewusstseinsentwicklung. Das Festival ist multikulturell und zieht über 50.000 Menschen aus verschiedenen Nationen an. Üblicherweise sind die Tickets nach einigen Stunden ausverkauft. Das Festival ist frei von Sponsoren und kommerzieller Werbung.
Zusätzlich zum Boom Festival organisieren die Macher im ursprünglichen Geburtsort des Boom-Festivals seit 2017 das ZNA-Gathering-Festival, das ebenfalls alle zwei Jahre stattfindet und etwa 15.000 Besucher hat.

## Besucherzahlen
- 1997: 3.500
- 2002: 15.000
- 2007: 30.000
- 2012: 40.000
- 2016 erwartete das Festival 45.000 Besucher aus 172 Nationen, zusätzlich wurden 5.000 Eintrittskarten an ein Gastland verschenkt.

Die Eintrittskarten sind in der Regel im Onlineshop nach wenigen Stunden ausverkauft, so zum Beispiel im Ausland für die Saison 2021 innerhalb von 2,5 Stunden. In Portugal werden die Eintrittskarten in verschiedenen Geschäften verkauft, genaue Verkaufszahlen werden nicht veröffentlicht. Laut dem portugiesischen Fernsehsender SIC waren es 2018 etwa 30.000 Besucher, Laut Polizeiangaben waren 2018 etwa 80.000 Menschen in Idanha a Nova. Damit wäre es das größte Festival seiner Art weltweit.

## Umwelt
Im Jahr 2004 begannen die Organisatoren eine Reihe von Projekten, um umweltfreundlicher zu werden. Dazu gehört die Entwicklung von Toiletten, die ohne chemische Stoffe auskommen, die Behandlung von Abwasser durch Biotechnologie, die Nutzung von Wind- und Solarenergie, Recycling und das Angebot von Reinigungs-Kits (einschließlich Taschen-Aschenbechern und Abfallsäcken). Im März 2010 lud das Umweltprogramm der Vereinten Nationen das Festival in das Projekt United Nations Music & Environmental Initiative (M&E) ein.

## Bisherige Veranstaltungen

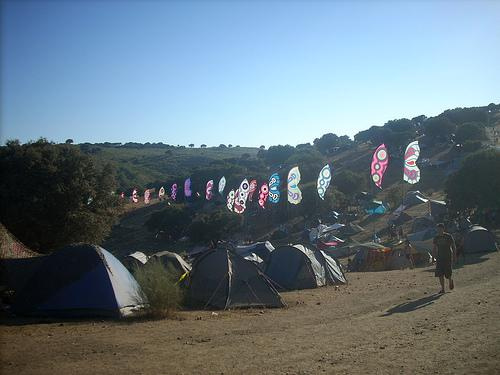
Auf dem Festivalgelände (2008)

- 1997 – bei Zambujal in der Gemeinde Marateca im Kreis Palmela
- 1998 – bei Zambujal
- 2000 – bei Zambujal
- 2002 – in Idanha-a-Nova
- 2004 – in Idanha-a-Nova
- 2006 – in Idanha-a-Nova
- 2008 – in Idanha-a-Nova
- 2010 – in Idanha-a-Nova
- 2012 – in Idanha-a-Nova
- 2014 – in Idanha-a-Nova
- 2016 – in Idanha-a-Nova
- 2018 – in Idanha-a-Nova
- 2022 – in Idanha-a-Nova (ursprünglich 2020, wegen der COVID-19-Pandemie zunächst auf 2021 verschoben, dann auf 2022)
- 2023 – in Idanha-a-Nova (Zusatzfestival nach der COVID-19-Pandemie, dann wieder alle 2 Jahre)